# Chuck Rose
Charles Edward „Chuck” Rose (ur. 5 maja 1873 w Saint Louis, zm. 3 sierpnia 1957 tamże) – amerykański przeciągacz liny, srebrny medalista igrzysk olimpijskich.
Był zawodnikiem klubu Southwest Turnverein z Saint Louis, który podczas igrzysk olimpijskich 1904 wystawił dwie pięcioosobowe drużyny w przeciąganiu liny. Rose jako reprezentant zespołu pierwszego zdobył srebrny medal po zwycięstwie w finałowym pojedynku z drugim zespołem klubu z Saint Louis.